# Goplana
Goplana ist eine Romantische Oper in drei Akten von Władysław Żeleński (Musik) mit einem Libretto von Ludomił German nach Juliusz Słowackis Tragödie Balladyna. Die Uraufführung fand am 23. Juli 1896 im Teatr Krakówy in Krakau statt.

## Handlung

### Erster Akt
Ufer eines Sees
Szene 1. Zwischen Gestrüpp und Bäumen auf beiden Seiten singt halb verborgen der Chor der Geister. Goplana bewegt sich langsam auf einem großen Blatt auf das Ufer zu, wo sie von den Geistern Skierka und Chochlik erwartet wird. Als sie traurig ans Land steigt, verschwinden die anderen Geister. Goplana erzählt den Grund für ihren Kummer: Sie habe einen Menschen (den Landmann Grabiec) vor dem Ertrinken gerettet und sich in ihn verliebt – doch dann sei er ihren Blicken entschwunden. In diesem Moment ist hinter der Bühne die Stimme Grabiecs zu hören, der seine Liebe zu dem Mädchen Balladyna besingt. Skierka zieht sich zurück, Grabiec betritt singend die Bühne, und Goplana eilt ihm entgegen.
Szene 2. Goplana bemüht sich erfolglos, Grabiec für sich zu gewinnen, dessen Fluchtversuche immer wieder von Chochlik vereitelt werden. Schließlich gibt Goplana auf und entfernt sich traurig. Um ihre Herrin zu unterstützen, will Chochlik dafür sorgen, dass Grabiec seine Geliebte verliert und sich dann Goplana zuwendet. Da erklingen hinter der Bühne die Hörner der Jagdgesellschaft des schönen und reichen Grafen Kirkor. Chochlik beschließt, dessen Schritte zu der Hütte zu lenken, in der Balladyna mit ihrer Schwester und ihrer verwitweten Mutter lebt.
Verwandlung. Im Hintergrund ein Wald, rechts die Hütte der Witwe, neben der Hütte ein Raum
Szene 3.  Graf Kirkor erscheint mit seinem Vertrauten Kostryn und weiteren Rittern. Kirkor ist froh, nach überstandenen Abenteuern wieder in die Heimat zurückzukehren. Er sehnt sich nach häuslichem Glück mit einer Frau. Eine schwarze (von Chochlik gelenkte) Schwalbe erweckt seine Aufmerksamkeit und führt ihn zu der Hütte. Während die Ritter ihr Lager aufschlagen, klopft Kostryn an die Tür.
Szene 4. Die Witwe und ihre beiden Töchter Balladyna und Alina treten aus der Hütte. Kirkor ist augenblicklich verzaubert von der Schönheit der beiden jungen Damen, doch kann er sich nicht entscheiden, welche ihm besser gefällt. Kostryns Hinweise auf die Schönheit Alinas ignoriert er. Die Witwe schlägt vor, die Töchter zu befragen – doch beide schwören ihm gleichermaßen Liebe, Treue und Gehorsam. Da flüstert Chochlik der Witwe ein, die Mädchen im Wald Himbeeren sammeln zu lassen. Diejenige, die als erste mit gefülltem Krug zurückkehre, solle die Braut des Grafen werden. Die Witwe und Balladyna führen Kirkor und Kostryn in die Hütte, und die Ritter begeben sich in ihre Zelte. Nur Alina bleibt zurück.
Szene 5. Alina betet dafür, dass Gott am nächsten Morgen ihre Schritte zu den Beerensträuchern im Wald lenken möge. Sie setzt sich auf die Bank vor der Hütte, wo sie durch einen Zauber Chochliks einschläft.

### Zweiter Akt
Wald
Links Felsen und Gestrüpp, dazwischen ein gewundener Pfad. Rechts hohe Bäume. Vorne liegt ein entwurzelter Baum. Nacht. Geister, phantastische Wesen. Irrlichter gehen umher.
Szene 1. Skierka und Chochlik führen von links den widerstrebenden Grabiec herein. Die Geister, die ihn nicht wieder verlieren wollen, umringen ihn und tanzen um ihn herum. Skierka und Chochlik beschreiben ihm die Wonnen, die ihn erwarten, wenn er sich ihrer Herrin ergibt: Er wird Lilienstängel, Frösche und Schnecken zu essen bekommen und Kleider aus bunten Blättern tragen. Als Grabiec merkt, dass er nicht entkommen kann, gibt er ermüdet seine Fluchtversuche auf. Die Geister rufen nach Goplana.
Szene 2. Goplana kommt von der rechten Seite. Auf ihren Wink verschwinden die Geister, nur Skierka und Chochlik bleiben. Es dämmert. Erneut umwirbt Goplana den jungen Mann. Sie verspricht ihm ewige Jugend, Schönheit und Reichtum sowie die Herrschaft über die Geister. Doch Grabiec will von alledem nichts wissen, sondern nennt Goplana eine Hexe. Zutiefst gekränkt verfluchen Goplana, Skierka und Chochlik ihn. Goplana zieht einen Zauberkreis. Es wird finster, und Grabiec versinkt unter die Erde, aus der er in Gestalt einer Trauerweide wieder erwächst.
Szene 3. Die Geister besingen den verwandelten Grabiec, der von nun an einsam im Wald sein Schicksal beklagen soll, bis er bereit ist, sich Goplana zuzuwenden. Da meldet Skierka die Rückkehr der Mädchen mit ihren Krügen.
Szene 4. Inzwischen ist der Morgen angebrochen, und die Geister verschwinden. Alina erscheint mit ihrem vollen Krug, besingt ihr Glück und verschwindet wieder im Hintergrund. Kurz darauf kommt auch Balladyna, die weniger Erfolg hatte und darüber verzweifelt. Alina kehrt zurück und begrüßt freudig ihre Schwester. Die missgünstige Balladyna verhöhnt sie, indem sie Alinas gesammelte Beeren mit Schlangen vergleicht. Als Alina verspricht, ihr später als Gräfin ebenfalls einen guten Mann zu suchen, zieht Balladyna ein Messer, fordert sie auf, ihr ihren vollen Krug zu geben, und ersticht sie schließlich. Die Trauerweide lässt ein dumpfes Stöhnen hören. Balladyna ist zunächst selbst erschrocken von ihrer Tat, erholt sich aber schnell, da es scheinbar keine Zeugen gibt. Sie ergreift Alinas Krug und stürzt davon.
Der Wald mit der Hütte wie im ersten Akt
Szene 5. Die Witwe wartet vor der Hütte auf ihre Töchter. Balladyna bringt ihren vollen Krug und wird von der Mutter beglückwünscht. Diese bemerkt einen roten Fleck auf Balladynas Stirn, den sie für einen Beerenfleck hält. Balladyna erzählt, dass sich Alina in einen Hirten verliebt habe und mit diesem geflohen sei. Die Mutter verflucht die vermeintlich treulose Alina. Sie fürchtet, ihre Tage in Zukunft allein verbringen zu müssen. Die beiden Frauen gehen in die Hütte, um sich für die Ankunft Kirkors zurechtzumachen.
Szene 6. Bauern und Bauernmädchen versammeln sich in Erwartung des Bräutigams vor der Hütte. Kurz darauf erscheinen auch Kirkor und Kostryn mit den anderen Rittern. Die Witwe führt Balladyna heraus. Diese trägt eine schwarze Binde auf der Stirn, mit der sie den Blutfleck verbirgt, und hält den Beerenkrug in der Hand. Kirkor empfängt sie glücklich und verheißt ihr ein Leben voller Freuden. Kostryn dagegen kann seine Verzweiflung kaum verbergen. Kirkor führt seine Braut fort, und auch der Bauernchor entfernt sich singend. Die Witwe bleibt in Gedanken versunken zurück.

### Dritter Akt
Saal in Kirkors Burg
Szene 1. Balladyna sitzt allein am Tisch. Sie trägt immer noch die schwarze Stirnbinde, da der rote Fleck nicht verschwinden will. Nun hat sie alle ihre Ziele erreicht, besitzt Macht, Reichtum und die Liebe ihres Mannes. Doch letztere erscheint ihr inzwischen merkwürdig kalt. Während der Abwesenheit Kirkors verwaltet Kostryn die Burg, und dieser verfolgt sie mit glühenden Blicken. Trotz der zunehmenden Einsamkeit will sie ihren einmal eingeschlagenen Weg fortsetzen.
Szene 2. Kostryn tritt ins Zimmer, um Balladyna auf die bevorstehende Rückkehr des Grafen vorzubereiten. Traditionsgemäß wird Kirkor Geschenke verteilen. Dann soll Kostryn ihm Bericht über alle Geschehnisse in der Burg erstatten. Als Balladyna anmerkt, dass Kostryn ein Geheimnis zu haben scheint, gibt dieser zu, sie schon seit langem grenzenlos zu lieben. Balladyna erklärt sich bereit, mit ihm zu fliehen, und fordert ihn auf, ihr ewige Treue zu schwören.
Szene 3. Ein Landsknecht meldet die Ankunft einer Gruppe prächtig gekleideter Fremder. Balladyna lässt die Tore öffnen und fordert Kostryn auf, sie als Gäste zu empfangen.
Szene 4. Noch während sich Balladyna über die Abwechslung freut, erscheint ihre Mutter in der Tür und erzählt, dass sie von Alina geträumt habe. Diese habe ein weißes Kleid getragen, doch aus ihrem Herzen sei ein roter Blutstrom geflossen. Die Mutter glaubt nun nicht mehr, dass Alina wirklich mit einem Geliebten geflohen ist. Auch Balladynas Binde erweckt Verdacht. Balladyna weicht aus. Sie versucht, ihre Mutter fortzuschicken – doch diese lässt sich nicht vertreiben. Der Streit eskaliert, bis die Mutter Balladyna verflucht und diese unter Drohungen den Raum verlässt.
Szene 5. Die Witwe ist entsetzt über das Verhalten ihrer Tochter. Sie erkennt, dass der rote Fleck an dieser Stirn vom Blut Alinas stammen muss.
Die Rückwand der Bühne öffnet sich und zeigt eine große Halle, die von einer niedrigen Mauer mit einem offenen Tor begrenzt ist
Szene 6. Zum Klang von Trompetenfanfaren tritt Grabiec als phantastisch herausgeputzter Geisterkönig auf. Es folgen Skierka, Chochlik und die anderen Geister, die ein Zechgelage beginnen. Grabiec hält seinen neuen Untertanen eine Rede, in der er seine Geschichte erzählt: Nachdem er in eine Weide verwandelt worden war, warb Goplana weiter um ihn, bis er ihrem Drängen nachgab. Nun ist er wieder frei und herrscht zusammen mit Goplana über die Geister.
Szene 7. Als Balladyna mit Kostryn und ihrem Gefolge eintritt, erkennt sie Grabiec zunächst nicht wieder. Er fordert sie auf, das Stirnband abzunehmen, damit er ihren Blick lesen kann. Balladyna weigert sich mit einem Hinweis auf ein Gelübde. Skierka und Chochlik fürchten, dass Grabiec Balladyna wieder verfallen und sie verraten könnte. Grabiec fordert Chochlik auf, die Gesellschaft mit einem Lied zu unterhalten. Während ein Gewitter aufzieht, erzählt Chochlik die Geschichte von der Wahl des Grafen zwischen den beiden Schwestern und offenbart dabei den Mord Balladynas an Alina, von dem immer noch das rote Mal an ihrer Stirn zeuge. Grabiec weiß das bereits – als Baum war er selbst Zeuge des Geschehens gewesen. Balladyna gerät in Panik. Sie fordert Kostryn auf, Grabiec Gift in den Wein zu schütten, um ihn zum Schweigen zu bringen. Für einen kurzen Moment erscheint der Geist Alinas mit einem Krug auf dem Haupt. Balladyna vertreibt ihn. Kostryn hebt ein Trinklied an, in das der Chor einstimmt. Grabiec steht auf, um zu danken, wankt jedoch, verliert allmählich das Bewusstsein und stirbt durch das Gift. Da erscheint Goplana klagend in den Lüften über der Mauer. Die Geister versuchen entsetzt zu fliehen.
Szene 8. Kirkor eilt mit seinen Rittern in den Saal. Skierka und Chochlik führen ihm zum toten Grabiec, während der Geisterchor über den Mord klagt. Auf Kirkors Frage nach dem Hergang der Tat schweigt Kostryn. Balladyna ergreift die Initiative und erklärt, dass Grabiec ihre Ehre angegriffen habe und deshalb von Kostryn vergiftet worden sei. Kirkor lässt ihn abführen. Es donnert erneut, und Goplana erscheint wieder über der Mauer. Von draußen ist die Stimme der Witwe zu hören.
Szene 9. Die Wachen versuchen die Witwe aufzuhalten, doch diese reißt sich los und hält die Soldaten, die Kostryn ins Gefängnis führen sollen, zurück. Anschließend offenbart sie den Mord Balladynas an ihrer anderen Tochter – immer begleitet von den anklagenden Rufen des Geisterchores. Da gesteht auch Kostryn seine Tat. Er reißt Balladyna die Stirnbinde ab, unter der sich noch immer das blutiges Mal befindet – der Beweis für den Mord an ihrer Schwester. Ein Blitzschlag tötet Balladyna. Alle weichen entsetzt zurück.

## Instrumentation
Die Orchesterbesetzung der Oper enthält die folgenden Instrumente:
- Holzbläser: drei Flöten, drei Oboen, zwei Klarinetten, Fagott
- Blechbläser: vier Hörner, drei Trompeten, zwei Posaunen, Tuba
- Schlagzeug
- Harfe
- Streicher

## Werkgeschichte

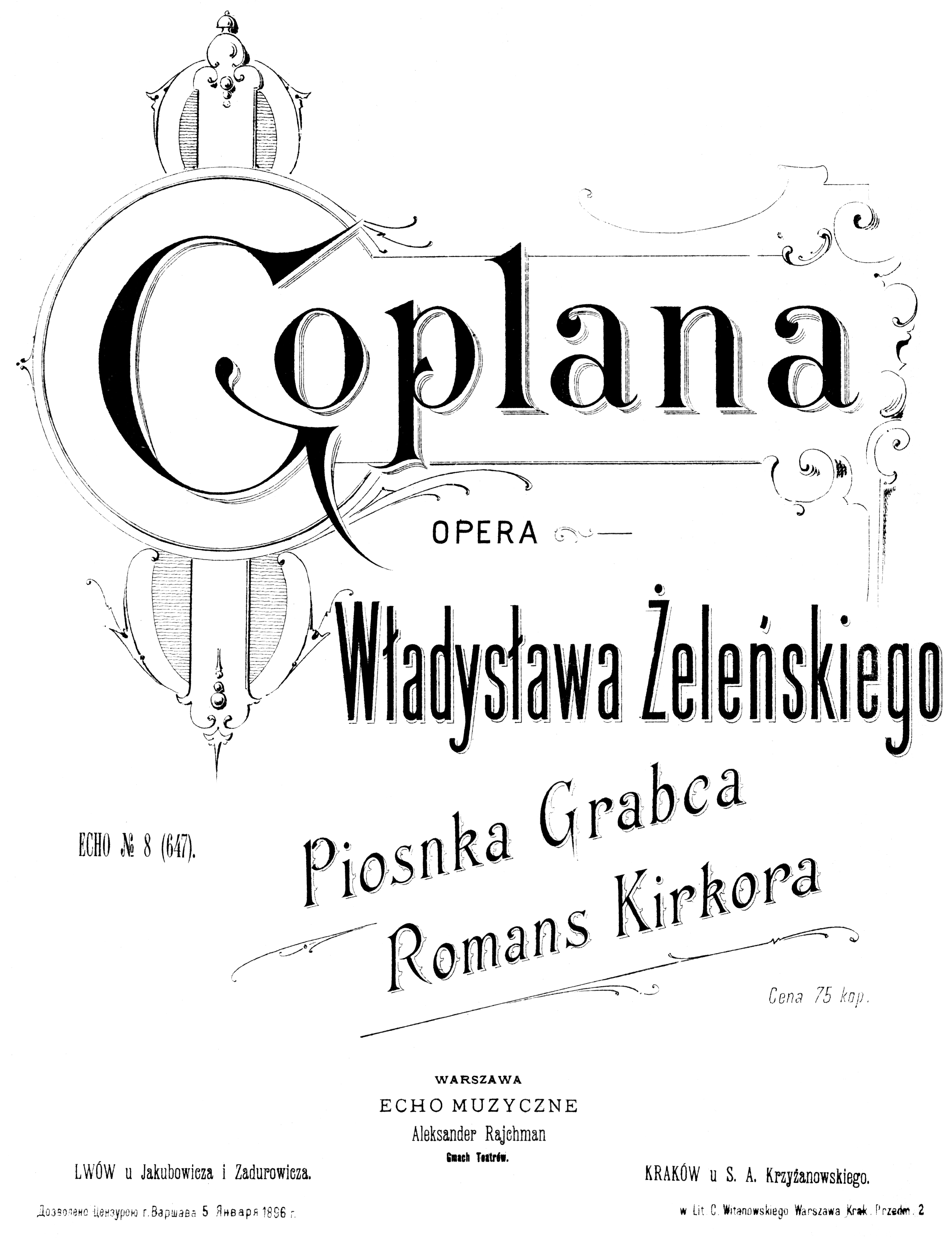
Titelblatt des Klavierauszugs, 1896

Das Libretto zu Żeleńskis Oper Goplana stammt von Ludomił German, der dazu Juliusz Słowackis 1839 veröffentlichtes Schauspiel Balladyna verarbeitete. Er verwandelte dabei die ursprünglich an William Shakespeare gemahnende Tragödie in ein Märchen, ohne jedoch die Grausamkeiten der Vorlage abzumildern. Der Komponist integrierte verschiedene polnische Tänze wie die Polonaise, den Kujawiak, die Mazurka und den Oberek.
Die Uraufführung am 23. Juli 1896 im Teatr Krakówy in Krakau wurde vom Ensemble der Oper Lwiw (Lemberg) gespielt. Es sangen u. a. Janina Korolewicz-Wayda in der Titelrolle sowie Oleksandr Myschuha und Jewgenija Strassem.
In Warschau wurde Goplana in der Spielzeit 1949/50 gegeben. Der Dirigent war Zdzisław Górzyński, die Regie führten Teofil Trzciński und Tadeusz Laskowski, die Bühne stammte von Wacław Borowski und die Choreographie von Stanisław Miszczyk.
1971 wurde das Werk von der Opera Bałtycka in Danzig aufgeführt. Die musikalische Leitung hatte Jerzy Procner, Regie führte Maria Straszewska, das Bühnenbild stammte von Stanisław Bąkowski und die Choreographie von Henryk Konwiński.
Eine konzertante Aufführung gab es 2000 im Witold Lutosławski Concert Studio des Polnischen Rundfunks.
2016 gab es in Warschau eine Neuproduktion der Polnischen Nationaloper mit einer Inszenierung von Janusz Wiśniewski, der auch für das Bühnenbild und die Kostüme verantwortlich zeichnete. Ein Video-Mitschnitt wurde im Rahmen der Opera Platform im Internet bereitgestellt. Die Produktion erhielt den International Opera Award 2017 in der Kategorie „Wiederentdeckung eines Werk“.

## Aufnahmen
- 2016 (Video; live aus dem Teatr Wielki Warschau): Grzegorz Nowak (Dirigent), Orchester und Chor der Polnischen Nationaloper. Arnold Rutkowski (Kirkor), Mariusz Godlewski (Kostryn), Małgorzata Walewska (Witwe), Wioletta Chodowicz (Balladyna), Katarzyna Trylnik (Alina), Rafał Bartmiński (Grabiec), Edyta Piasecka (Goplana), Karolina Sołomin (Skierka), Anna Bernacka (Chochlik), Jan Żądło (Landsknecht).[7] 2020 als DVD erschienen.